# Redland City
Koordinaten: 27° 35′ S, 153° 15′ O

Redland City ist ein lokales Verwaltungsgebiet (LGA) im australischen Bundesstaat Queensland. Das Gebiet ist 537 km² groß> und hat etwa 147.000 Einwohner.

## Geografie
Redland liegt im Südosten des Staats an der Küste und grenzt im Nordwesten an die Hauptstadt Brisbane. Zur LGA gehört auch North Stradbroke Island.
Der Verwaltungssitz der LGA befindet sich im Stadtteil Cleveland, in dem etwa 14.800 Einwohner leben. Weitere Stadtteile umfassen Alexandra Hills, Amity, Birkdale, Capalaba, Coochiemudlo Island, Dunwich, Karragarra Island, Lamb Island, Macleay Island, Mount Cotton, North Stradbroke Island, Ormiston, Point Lookout, Redland Bay, Russell Island, Sheldon, Thorneside, Thornlands, Victoria Point und Wellington Point.

## Geschichte
Redland ist benannt nach der rötlichen Erde in der Region. Redland Shire entstand 1948 aus dem Zusammenschluss von Cleveland Shire und einem Teil des Tingalpa Shire. 2008 wurde die LGA zur City.

## Verwaltung
Der Redland City Council hat elf Mitglieder. Zehn Councillor werden von den Bewohnern der zehn Divisions (Wahlbezirke) gewählt. Der Ratsvorsitzende und Mayor (Bürgermeister) wird zusätzlich von allen Bewohnern der City gewählt.